# Gove City
Gove City è un comune degli Stati Uniti d'America, situato nello Stato del Kansas, nella Contea di Gove, della quale è il capoluogo.